# Sylbitz

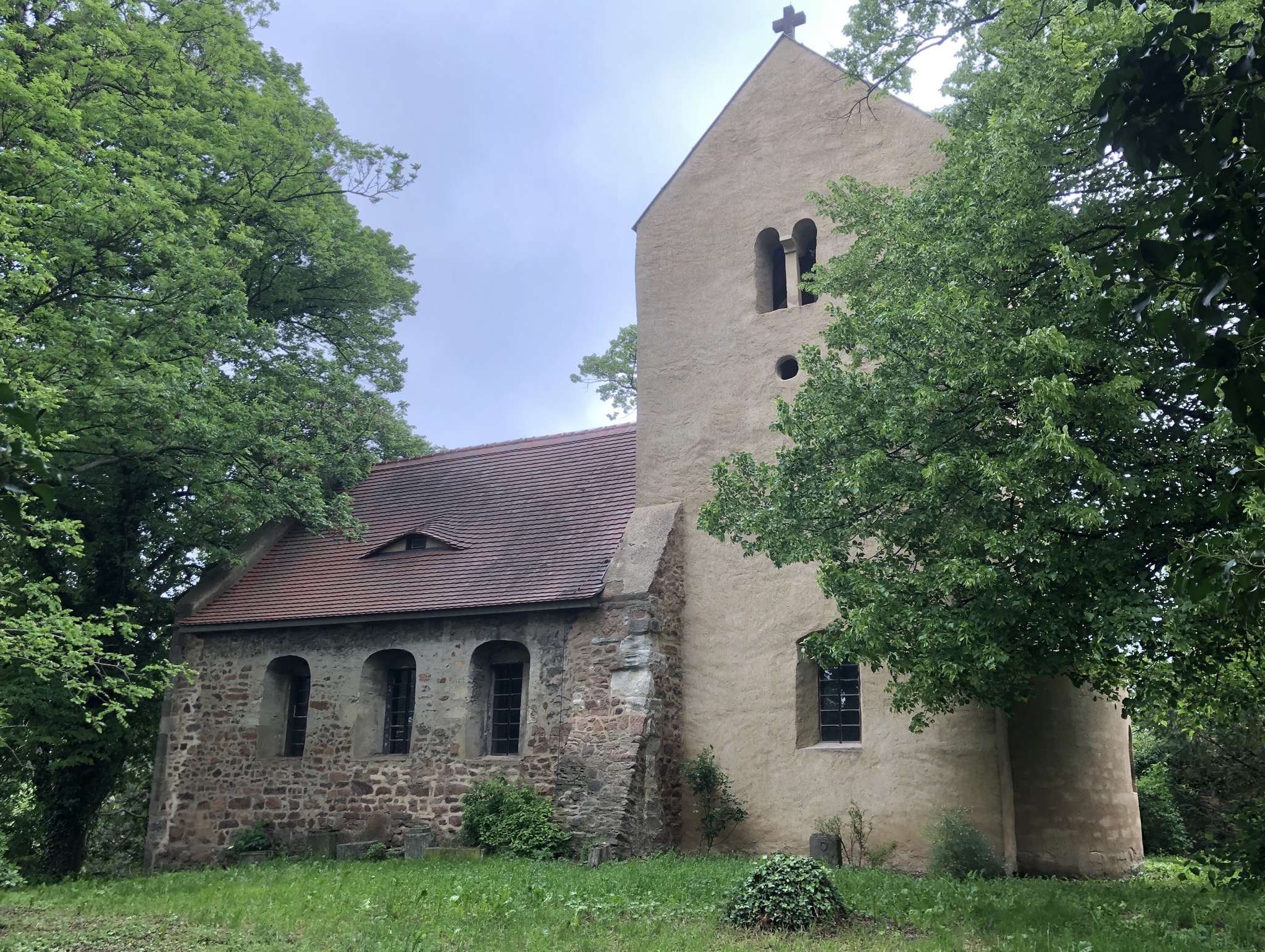
Chorturmkirche, 2019

Sylbitz ist ein Ortsteil der zur Gemeinde Petersberg gehörenden Ortschaft Wallwitz im Saalekreis in Sachsen-Anhalt.
Das Dorf liegt nördlich von Halle (Saale), südlich des Orts verläuft die Bundesautobahn 14. Eine erste urkundliche Erwähnung ist aus dem Jahr 1260 als Sulwitz überliefert. Im Jahr 1925 zählte Sylbitz 184 Einwohner. Zum 1. Oktober 1938 erfolgte die Eingemeindung nach Wallwitz.
Bekannt ist die Chorturmkirche Sylbitz, die bereits in der Zeit um 1200 entstand. Darüber hinaus bestehen im Ort die Denkmalbereiche An der Eiche 1–7, 9, 10 und Zum Kirschberg 2, 3.
In Sylbitz geboren wurde der Philologe Richard Volkmann (1832–1892).